# Liodrosophila crassipeda
Liodrosophila crassipeda är en tvåvingeart som beskrevs av Hajimu Takada och Momma 1975. Liodrosophila crassipeda ingår i släktet Liodrosophila och familjen daggflugor. Inga underarter finns listade i Catalogue of Life.